# Karl von Richthofen-Damsdorf

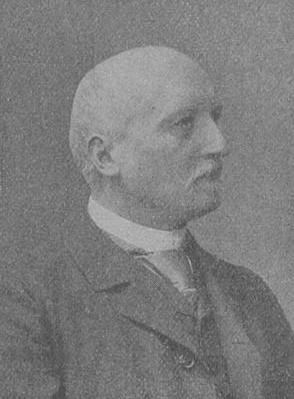
Karl von Richthofen-Damsdorf, um 1908

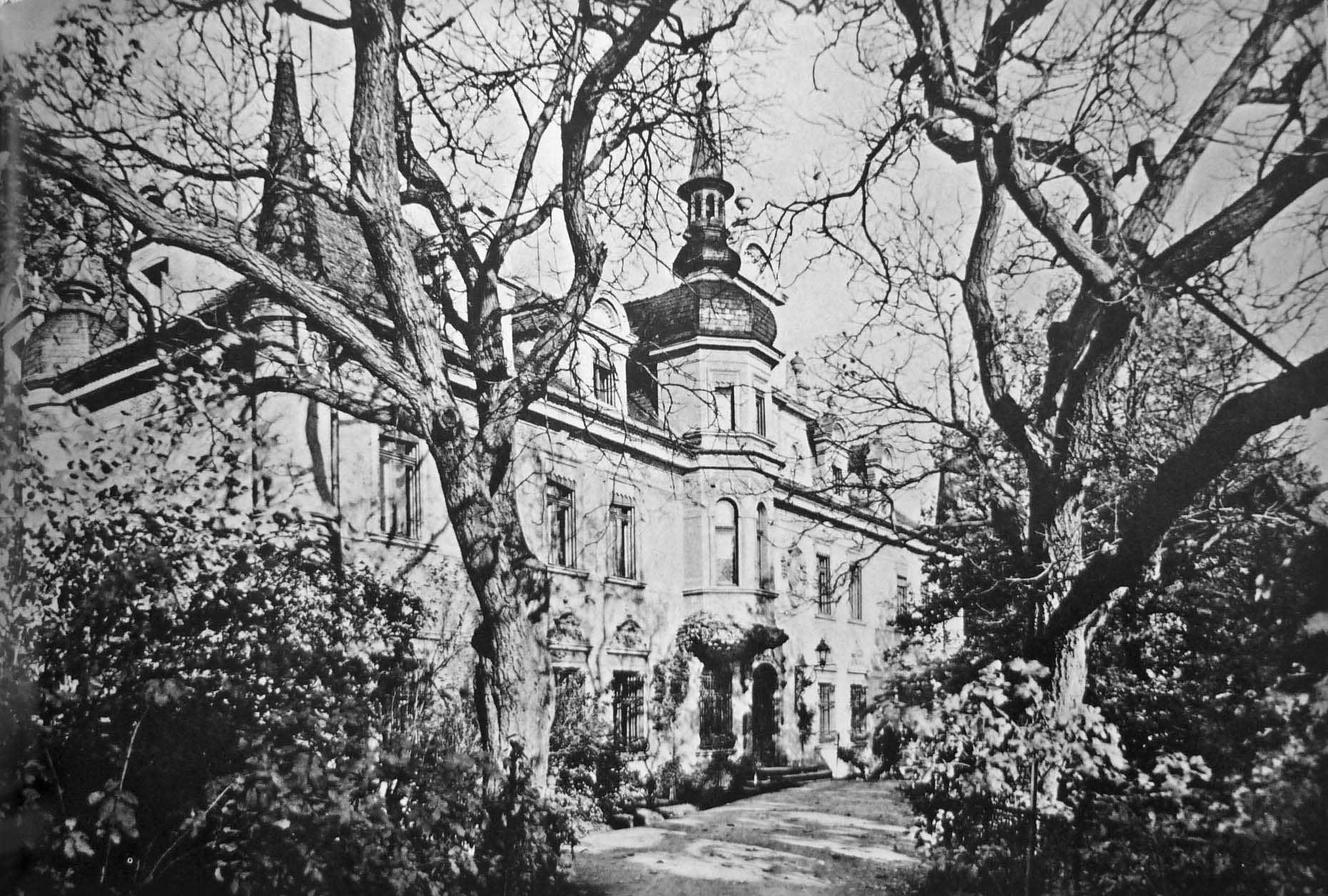
Schloss Kohlhöhe

Karl Friedrich Freiherr von Richthofen-Damsdorf (* 8. Oktober 1842 in Berlin; † 29. Februar 1916 in Kohlhöhe, Landkreis Schweidnitz) war Regierungsbeamter, Rittergutsbesitzer und Mitglied des Deutschen Reichstags. 

## Leben
Seine Eltern waren der Jurist und Berliner Professor Karl von Richthofen (1811–1888) und Sophie von Lützow (1816–1855), eine Tochter des preußischen Generals Leopold von Lützow. Er erbte das Schloss Kohlhöhe, das er nach dem Tod des Vaters umbaute. Die Adelsfamilie Richthofen war überwiegend in Schlesien weit verzweigt
Karl von Richthofen-Damsdorf erhielt Privatunterricht im Elternhause, besuchte das Joachimsthalsche Gymnasium in Berlin und die Universitäten zu Göttingen und Berlin, wo er Rechtswissenschaften und Geschichte studierte. 1869 wurde er Auskultator zu Berlin und 1873 Gerichtsassessor. Als Regierungsassessor war er beim Provinzialschulkollegium zu Hannover und der Regierung zu Stettin, als Regierungsrat bei der Regierung zu Erfurt und als Oberregierungsrat in Danzig. 1888 übernahm er in den Kreisen Striegau und Liegnitz gelegene Güter. 1870/71 hat er während des Deutsch-Französischen Krieges beim Husaren-Regiment „König Humbert von Italien“ (1. Kurhessisches) Nr. 13 gedient.
Von 1898 bis 1912 war er Mitglied des Deutschen Reichstags für den Wahlkreis Regierungsbezirk Breslau 9 Striegau, Schweidnitz und die Deutschkonservative Partei und ab 1908 Mitglied des Preußischen Herrenhauses.

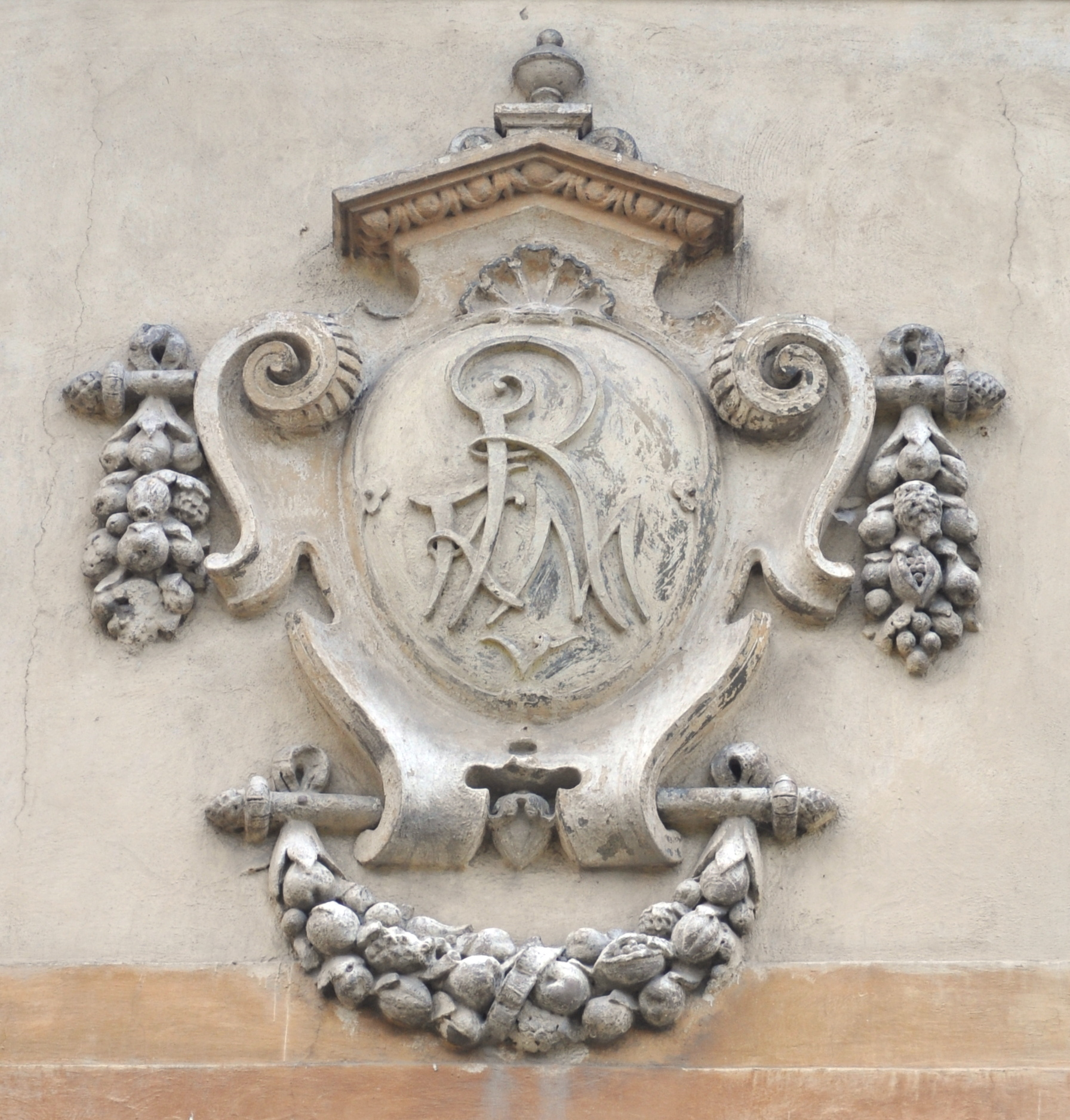
Das Wappen des Ehepaars

Richthofen-Damsdorf heiratete Margarethe von Webern (1861–1933), eine Tochter des preußischen Generalleutnants Emil von Webern (1822–1910). Das Wappen ist am Schloss Kohlhöhe noch sichtbar.